# Prosoplus cylindricus
Prosoplus cylindricus är en skalbaggsart som beskrevs av Stefan von Breuning 1953. Prosoplus cylindricus ingår i släktet Prosoplus och familjen långhorningar. Inga underarter finns listade i Catalogue of Life.